# Кандаковка (Бірський район)
Кандако́вка (рос. Кандаковка, башк. Кандаковка) — присілок (у минулому селище) у складі Бірського району Башкортостану, Росія. Входить до складу Кусекеєвської сільської ради.
Населення — 324 особи (2010; 340 у 2002).
Національний склад:
- росіяни — 60 %
- марійці — 29 %